# Краске, Леонард
Леонард Краске (англ. Leonard Craske; 1882, Лондон — 29 августа 1950, Бостон) — американский скульптор британского происхождения.
Изучал медицину, затем зарабатывал на жизнь как актёр, изучал живопись и скульптуру. С 1910 г. жил и работал в США, преимущественно в Бостоне. Снялся в двух короткометражных фильмах у режиссёра Уильяма Хэддока. Наиболее известен как автор Памятника рыбаку в городе Глостер (Массачусетс), воздвигнутого в 1925 году по случаю 300-летия города и включённого в Национальный реестр исторических мест США. Им также выполнен памятник мореплавателю Дж. В. Де Лонгу на кладбище Вудлон в Бронксе В 1932 году участвовал в состязании скульпторов в рамках Олимпийских игр. С 1924 г. член Национального общества скульпторов.